# Ur spår! (skidåkning)
Uppmaningen Ur spår! utropades enligt äldre svensk sedvana av en bakifrån kommande längdskidåkare, både vid tävling och vid motionsåkning, för att anmoda en långsammare åkare att stiga ur skidspåret. Sedvanan uppkom i äldre tid när skidåkare själva gjorde spåren, och där var lössnö på ömse sidor om spåret. Efter att skidlöpningsbanor blivit maskinellt välpreparerade är det inte god sed att ropa framförvarande ur spår, enligt Svenska skidförbundet.